# Croix Dom Jan
La croix Dom Jan est située à Landébia en France.

## Localisation
La croix est située sur le territoire de la commune de Landébia, dans le département des Côtes-d'Armor en région Bretagne.

## Description
Monument composé d'un socle carré posé sur trois degrés et d'un fût octogonal supportant une croix sur les deux faces de laquelle, sculptés dans le granit, sont représentés le Christ et la Vierge à l'Enfant. Deux croix plus petites sur les côtés, portent les larrons.

## Historique
La croix est classée au titre des monuments historiques par arrêté du 21 septembre 1938.

## Galerie

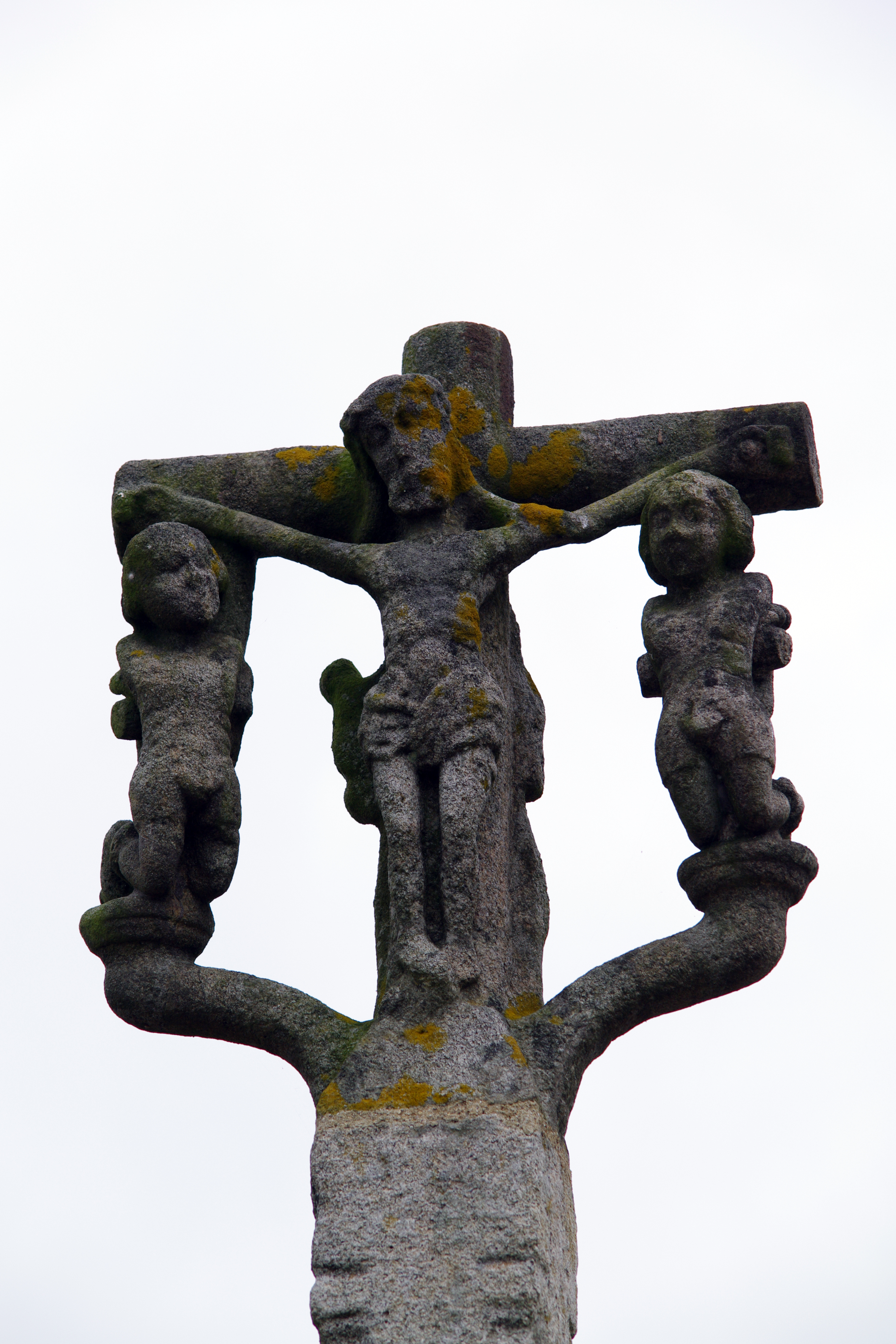
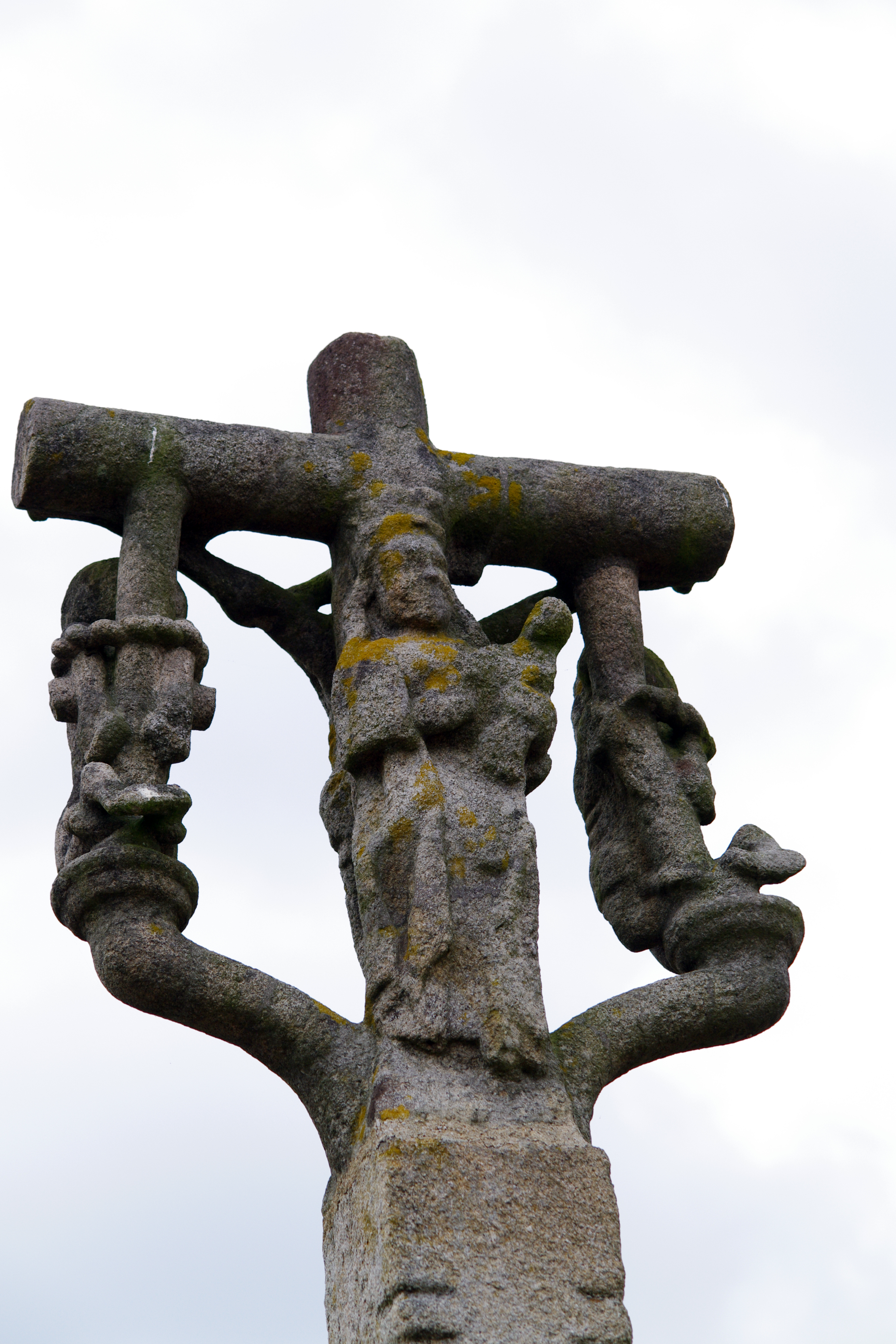
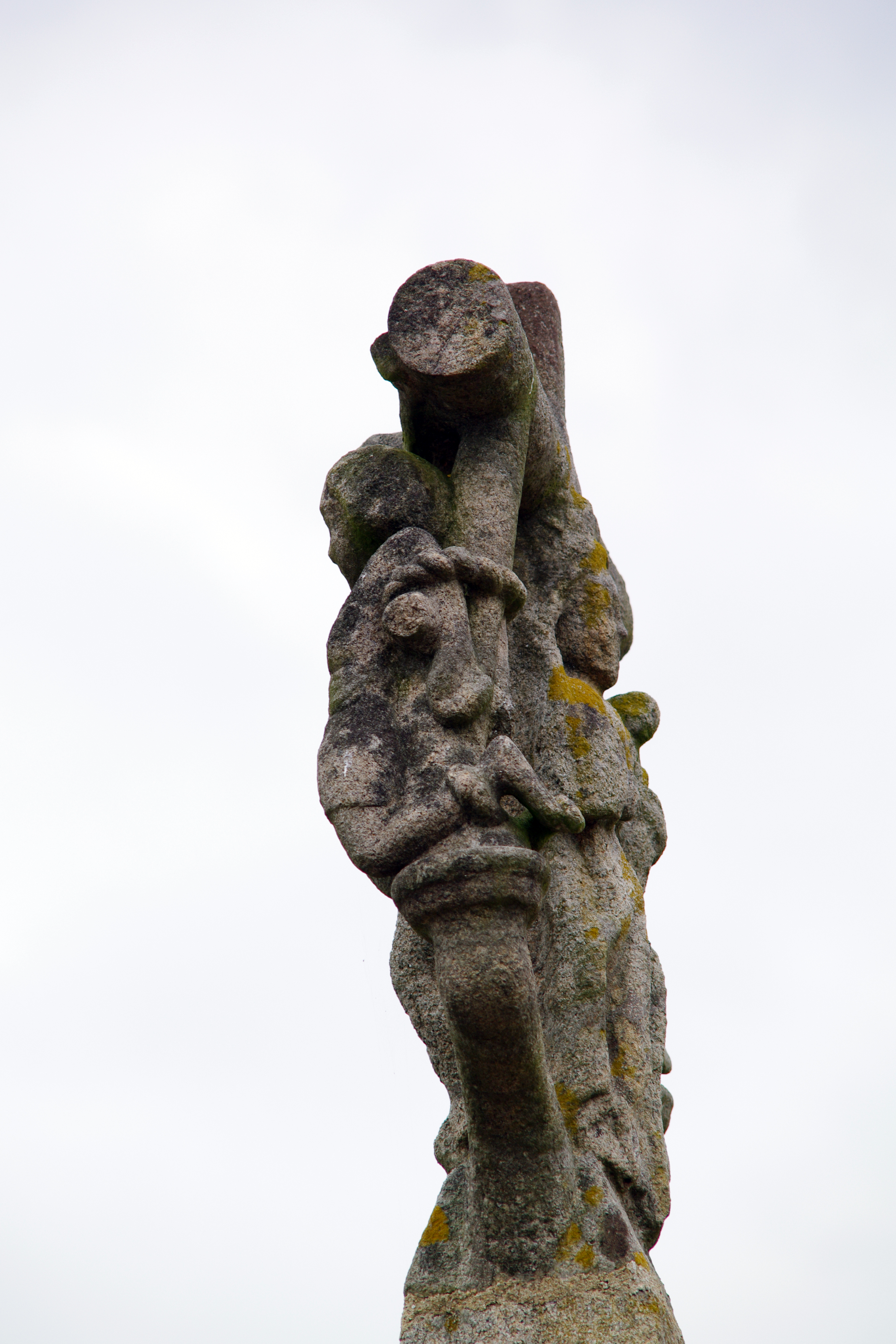
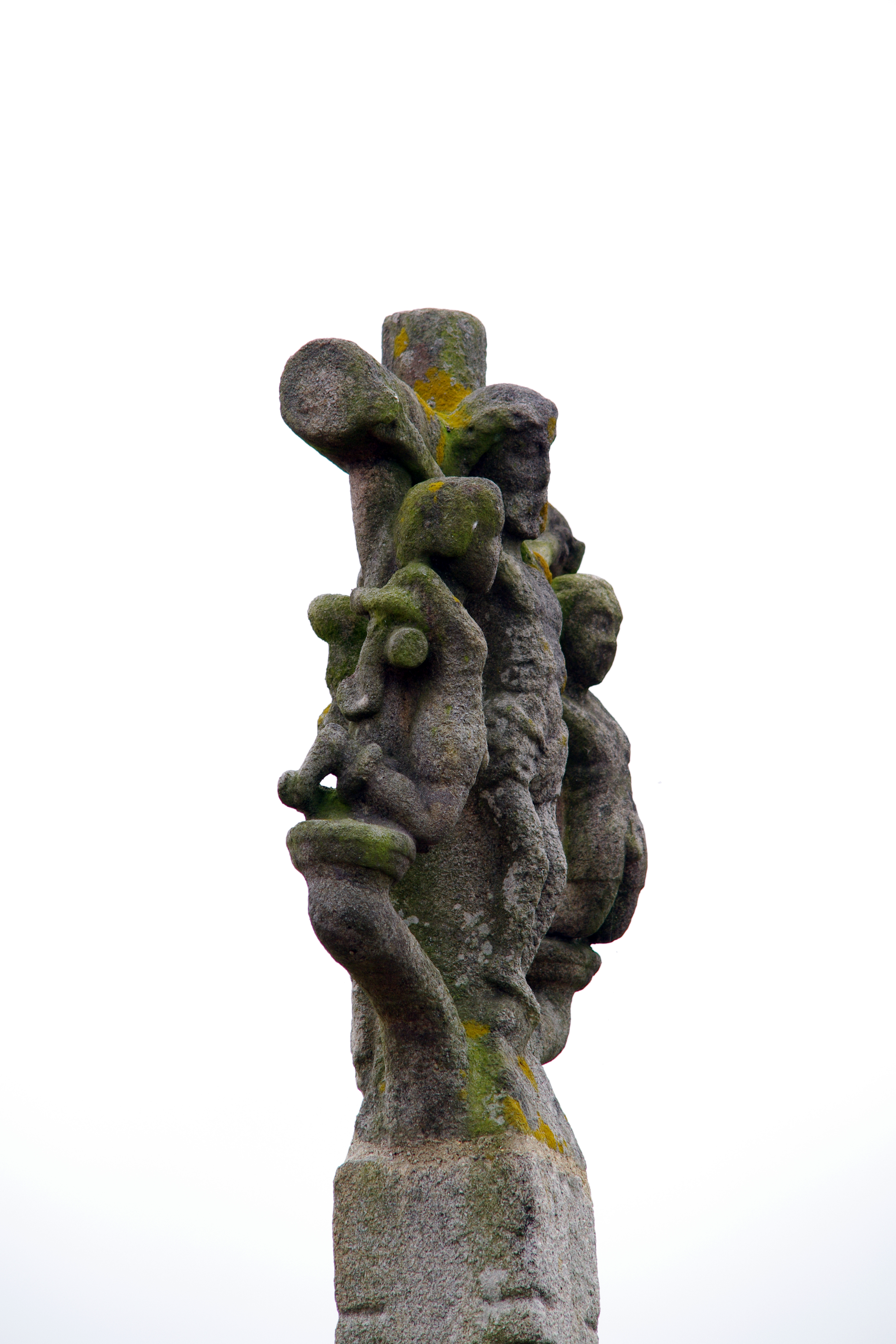